# 메디나 델 리오 세코 전투
메디나 데 리오 세코 전투는 반도 전쟁(Peninsular War) 기간 1808년 7월 14일 벌어진 전투로 구 카스티야 령(Old Castile)을 지키던 유일한 전력인 스페인군이 프랑스군에게 패한 사건이다.

## 북부 스페인의 상황
최근 이 지역에서 프랑스의 작전은 나폴레옹의 기대와는 다르게 진행되고 있었다. 6월 베시에르 원수(Marshal Bessières) 휘하의 별동대는 산탄데르(Santander)로 진군하여 갈리시아(Galicia)에 뻗어있는 프랑스군의 연락망을 지키고, 영국군의 상륙으로부터 해안을 포호하려 하였다. 그러나 지역 주민들의 강력한 저항에 의해 베시에르 원수는 물러날 수밖에 없었다. 나폴레옹은 더 많은 병력을 투입하여 새로운 전략을 세웠다. 7월 나폴레옹은 베시에르 원수에게 스페인 동부에서 공세로 전환할 것을 명령하였다.
당시 방어를 담당한 블레이크 장군(General Blake)은 쿠에스타 장군(General Cuesta)과 불안한 협조관계를 유지하고 있는 상태였다. 이런 상황에서 프랑스군이 진격해 온다는 소식을 들은 블레이크 장군은 고립된 지역 수비병들로 구성된 정규군과 민병대를 긁어모아 병력을 충원하였다. 이렇게 하여 두 스페인 장군 휘하에는 약 24,000명의 병력이 모였다. 쿠에스타는 총지휘권을 주장하며 바야돌리드(Valladolid)로 진군할 것을 명했다. 그는 한때 구 카스티야 령의 총사령관(Captain General)으로 바야돌리드에 거처하고 있었으나 카베존(Cabezón) 전투의 패배로 바야돌리드에서 쫓겨났었다. 한편 군사적으로 상당한 재능을 가지고 있던 블레이크는 프랑스의 대육군(Grande Armée)과 평지에서 정면충돌하는 것이 현명한 일인지 의문을 품었다. 7월 14일 쿠에스타는 휘하의 병력을 이끌고 메디나 데 리오 세코(Medina de Rio Seco) 근교에 도착하였다. 이 부대에서 블레이크는 전위의 소규모 병력의 지휘를 맡고 있었다.
그러는 동안 베시에르는 14,000명의 휘하병력과 강력한 포병부대를 집결시켜 스페인 군을 상대하기 위해 진군하였다.

## 전투
이 전투의 패배에 책임이 있는 사람은 말할 것도 없이 쿠에스타이다. 쿠에스타는 그의 병력 일부만 프랑스군과 맞서게 하고, 나머지 부대는 후방에 두어 전력을 분산시켰다. 블레이크는 쿠에스타의 본대와는 상당히 떨어진 상태에서 프랑스군과 맞서 싸워야 했고 측면은 적의 공격에 노출되었으며 퇴로도 불안정하였다.
베시에르는 즉각 적의 약점을 간파하고 적의 중앙 부대를 포위하기 위해 움직였다. 베시에르 원수는 휘하의 병력을 파견하여 스페인군의 양익을 각개격파하고 두개의 사단(divisions)로 하여금 산등성이를 공략하게 하여 궁지에 몰린 쿠에스타의 퇴로를 끊었다. 블레이크는 반드시 이를 저지해야 한다고 판단하고 휘하의 여단을 길게 배치하여 포위되는 것을 피하고 프랑스군에 500명의 사상자를 입혔다. 베시에르의 기병 예비부대는 스페인 군의 빈 공간을 장악하여 블레이크의 측면을 헤집고 조각내었다. 이로 인해 블레이크의 부대는 서쪽으로 궤주할 수밖에 없었다. 베시에르는 완전 승리를 거둘 듯하였다. 그러나 블레이크의 부대가 퇴각하는 사이 나바르 지방(Navarre)의 정규병 중 한 개의 대대(battalion)가 프랑스 기병대의 강력한 공격을 꿋꿋이 방어함에 따라 스페인군은 완전히 궤멸되는 것을 면할 수 있었다.
베시에르가 블레이크를 격퇴한 후 자신을 공격하기 전에 쿠에스타는 블레이크를 따라 퇴각하기 보다는 휘하의 병력을 종대로 바꾸고 지금은 나폴레옹 군이 장악한 산등성이를 통해 퇴각하려 하였다. 스페인 군의 선봉 대대는 프랑스군의 십자포화에 걸리기 전에 프랑스군의 중앙에 강력한 공격을 가하여 프랑스군을 산등성이에서 몰아낼 수 있었다. 이로 인해 쿠에스타는 비록 늦었지만 무사히 퇴각을 할 수 있었다.

## 영향
메디나 데 리오세코 전투 후에 베시에르는 레온(León)과 사모라(Zamora)를 함락시켰다. 프랑스군은 여기에서 스페인 군 포로와 근교 도시들에 대하여 야만스러운 보복을 시행하였다. 그러나 아이러니컬하게도 프랑스군이 보복을 가한 이 도시들은 별다른 시민봉기가 일어나지 않은 곳들이었다.
베시에르의 승리는 북부 스페인에서 프랑스군의 전략적 우위를 끌어올렸다. 이에 나폴레옹은 기뻐하며 "만약 베시에르 원수가 별다른 노력 없이 소수의 사상자로 갈리시아의 적들을 모두 토벌한다면 뒤퐁(Dupont)은 그가 만나는 모든 적들을 물리칠 수 있을 것일세."라고 말하였다.
며칠 뒤 뒤퐁이 지휘하는 전 군단(corps)은 발렝(Bailén) 전투에서 완패하고 뒤퐁 자신도 카스타노스(Castaños)에게 포로로 잡힌다. 이로써 20,000명에 달하는 프랑스군이 전장에서 자취를 감추게 되었다. 이에 경악한 프랑스 지휘부는 패닉상태에 빠져 에브로(Ebro)로 퇴각하라는 명령을 내리고 베시에르가 힘들게 얻은 승리는 이로 인해 없었던 일이 되어 버렸다.

## 참조
- Chandler, David G. The Campaigns of Napoleon. New York: Simon & Schuster, 1995. ISBN 0-02-523660-1
- Gates, David. The Spanish Ulcer: A History of the Peninsular War. Da Capo Press 2001. ISBN 0-306-81083-2